# World Cinema Foundation
World Cinema Foundation est une organisation à but non lucratif consacrée à la préservation et la restauration d’œuvres négligées appartenant au cinéma mondial.

## Historique
World Cinema Foundation est fondée en 2007 par Martin Scorsese, sur le modèle de la Film Foundation aux États-Unis, une organisation similaire que Scorsese a fondé en 1990 avec George Lucas, Stanley Kubrick, Steven Spielberg et Clint Eastwood.

## Films restaurés
- 1931 : Limite de Mário Peixoto
- 1936 : Les Révoltés d'Alvarado (Redes) d'Emilio Gómez Muriel et Fred Zinneman
- 1939 : Két lány az utcán d'André de Toth
- 1948 : Kalpana d'Uday Shankar
- 1954 : Lewat Djam Malam d'Usmar Ismail
- 1960 : La Servante de Kim Ki-young
- 1963 : Borom Sarret d'Ousmane Sembène
- 1964 : Un été sans eau de Metin Erksan
- 1964 : La Forêt des pendus de Liviu Ciulei
- 1966 : La Loi de la frontière d'Ömer Lütfi Akad
- 1969 : The Eloquent Peasant de Shadi Abdel Salam
- 1969 : La Momie (The Night of Counting the Years) de Shadi Abdel Salam
- 1971 : Ragbār (Downpour) de Bahram Beyzai
- 1972 : Le Trésor de Lester James Peries
- 1973 : Une rivière nommée Titas de Ritwik Ghatak
- 1973 : Touki Bouki de Djibril Diop Mambéty
- 1975 : Manille (Manila in the Claws of Light) de Lino Brocka
- 1976 : Insiang de Lino Brocka
- 1981 : Transes d'Ahmed El Maanouni
- 1983 : Les Garçons de Fengkuei de Hou Hsiao-hsien
- 1985 : Taipei Story d'Edward Yang
- 1989 : La Flûte de roseau (The Red Flute) de Yermek Shinarbayev
- 1991 : A Brighter Summer Day d'Edward Yang